# 蓋尼特拉省
34°16′02″N 6°34′32″W / 34.267359°N 6.575593°W
蓋尼特拉省（阿拉伯语：‎）是摩洛哥的省份，位於該國西北部，由拉巴特-塞拉-蓋尼特拉大區負責管轄，首府設於蓋尼特拉，面積4,745平方公里，2004年人口1,167,301，人口密度每平方公里246人。